# Haplinis antipodiana
Haplinis antipodiana là một loài nhện trong họ Linyphiidae.
Loài này thuộc chi Haplinis. Haplinis antipodiana được A. David Blest & Cor J. Vink miêu tả năm 2002.